# Dreislar
Dreislar is een stadsdeel van de hanzestad Medebach in het Hochsauerlandkreis in Noordrijn-Westfalen in Duitsland.  
Dreislar ligt aan de Uerdinger Linie, in het traditionele Nederduitse gebied van het Westfaals. Dreislar ligt in het Sauerland. Dreislar hoort sinds 1969 bij de stad Medebach. 

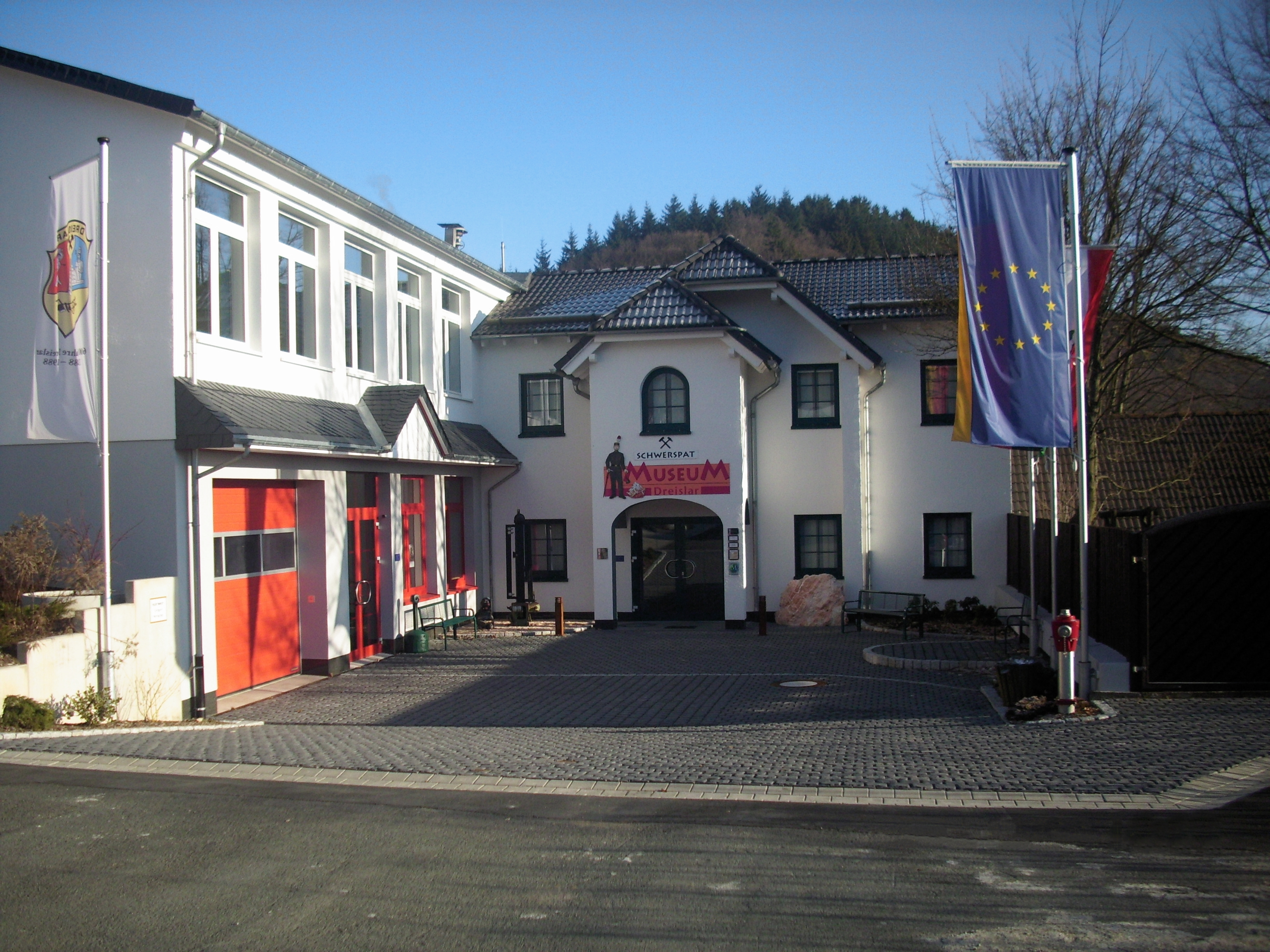
Museum